# Nymphargus chami
Nymphargus chami es una especie de anfibio anuro de la familia Centrolenidae.

## Distribución geográfica
Esta especie es endémica de Colombia. Habita en los departamentos de Antioquia y Risaralda entre los 800 y 1280 metros sobre el nivel del mar en la vertiente occidental de la Cordillera Occidental.

## Descripción
Los machos miden de 30.5 a 34.6 mm y las hembras hasta 37.6 mm.

## Etimología
Esta especie lleva el nombre en honor a los amerindios chamí.

## Publicación original
- Ruiz-Carranza & Lynch, 1995 : Ranas Centrolenidae de Colombia VI. Cuatro nuevas especies de Cochranella de la Cordillera Occidental. Lozania, vol. 63, p. 1-15.[5]